# 耳朵古城址
耳朵古城址，位于宁夏回族自治区固原市彭阳县小岔乡耳朵村，是中华人民共和国宁夏回族自治区文物保护单位之一，是一座古遗址